# مونو ديفيلوب
مونو ديفيلوب (بالإنجليزية: MonoDevelop)‏ هي بيئة تطوير متكاملة مفتوحة المصدر ومتوفرة على أنظمة تشغيل لينكس وماك أو إس إكس وويندوز وتختص بتطوير التطبيقات التي تستخدم إطار مونو وإطار دوت نت. تحتوي مونو ديفيلوب على ميزاتٍ شبيهة بتلك الموجودة في نت بينز ومايكروسوفت فيجوال ستوديو كالإتمام التلقائي للكود والتحكم بالمراجعات ومصمماً لواجهات المستخدم الرسومية وواجهات الوب. تتضمن مونو ديفيلوب على مصمم الواجهات الرسومية المسمى ستيتك المبني باستخدام المكتبة جي تي كي#. تدعم مونو ديفيلوب كلاً من سي شارب وإف شارب وجافا وبوو وفيجوال بيسك دوت نت وأوكسيجين واللغة الوسيطة المشتركة وبايثون وفالا وسي وسي++.

## لمحة تاريخية
خلال نهاية عام 2003 بدأ عدد من مطوري مونو بالعمل على نقل مونو ديفيلوب والتي كانت في ذلك الوقت بيئة تطوير متكاملة مفتوحة المصدر مبنية باستخدام إطار دوت نت وتعمل على أنظمة ويندوز فقط من فضاء التسمية System.Windows.Forms الخاص بإطار عمل دوت نت إلى مكتبة جي تي كي# الموجودة في نظام لينكس. وقد كانت في البداية مشتقة من بيئة شارب ديفيلوب إلا أن معماريتها تطورت مع الوقت لتصبح شديدة الاختلاف عن تلك الخاصة بشارب ديفيلوب.
ومع مرور الوقت أصبحت مونو ديفيلوب تدريجياً جزءاً من مشروع مونو وتتم حالياً إدراتها والعمل بكد على تطويره من قبل زامارين ومجتمع مونو. أُدرجت مونو ديفيلوب ضمن إصدارات مونو بعد الإصدار Mono 1.0 Beta 2.

## المنصات المدعومة
يمكن استخدام مونو ديفيلوب في أنظمة تشغيل لينكس وماك أو إس إكس وويندوز. بدأ دعم نظامي ويندوز وماك أو إس إكس رسمياً بالإصدار 2.2. يوفر زامارين البيئة مونو ديفيلوب 4.0 باسم آخر وهو ستوديو زامارين وهو يستخدم حالياً كود خاصاً بالمنصة بهدف تحسين مظهر البيئة وجعلها أكثر ملاءمة مع النظام الذي تعمل عليه. على الرغم من أن مونو يوفر دعماً بالحزم البرمجية لنظام سولاريس 10 الذي يعمل على معالج سبارك إلا أن مونو ديفيلوب لا تدعم نظام التشغيل أوبن سولاريس بالحزم البرمجية ويقتصر الدعم على بعض الناشطين من مجتمع أوبن سولاريس. كذلك هو الحال بالنسبة لنظام فري بي إس دي حيث يوفر مجتمع فري بي إس دي الحزم البرمجية الخاصة بمونو ديفيلوب.

## يونيتي 3D
تعتبر مونو ديفيلوب بيئة التطوير المتكاملة الأساسية الخاصة ببيئة تطوير الألعاب الفيديوية يونيتي، إذ يُشحن الإصدار 4.0.1 من مونو ديفيلوب مع الإصدار 4.3 من يونيتي 3D.

## وصلات خارجية
- الموقع الرسمي
- مونو ديفيلوب على موقع Open Hub (الإنجليزية)